# Manistee, Michigan
Manistee är administrativ huvudort i Manistee County i den amerikanska delstaten Michigan. Den stammar från den euro-amerikanska bosättningen på platsen 1841, och 1882 upphöjdes orten till stad. 
I slutet av 1800-talet upplevde Manistee en träindustriboom, och befolkningen ökade kraftigt. Än idag är Manistee dock en småstad, och enligt 2010 års folkräkning hade Manistee 6 226 invånare.

## Historia

### Bakgrund
1751 etablerades en jesuitiska missionsstation vid Manistee, som fått sitt namn efter ett ojibwa-ord för den största floden i dagens county. Missionärer besökte Manistee under tidigt 1800-tal, och en jesuitisk missionsstation omnämns 1826 som belägen nordväst om Manistee Lake. 1832 byggde en grupp handelsmän upp en timmerhus uppströms Manistee River, men de fördrevs snart från platsen av de lokala ottawaindianerna.

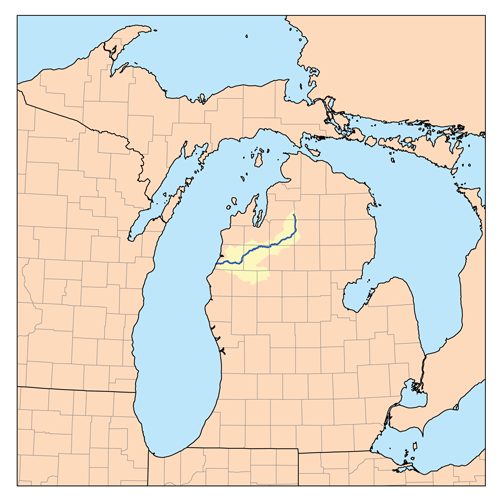
Manistee Rivers floddal, där först ottawaindianer bodde och senare europeiska, träindustriarbetande invandrare tog över.

Byn Manistee var 1830 en av 15 ottawabyar längs med Michigansjöns strand. Stora delar av Manistee Rivers floddal, inklusive Manistee självt, var ett indianreservat (för ottawaindianerna) åren 1836–48.

### 1841, europeisk bosättning
Den första permanenta euro-amerikanska bosättningen etablerades 16 april 1841, när en John Stronach och hans son Adam Stonach anlände till Manistee Rivers mynning på en skonare, tillsammans med femton man och utrustning. De byggde ett sågverk på platsen.
Fem år senare gavs den lilla staden namnet "Manistee", och 1849 upphörde ottawareservatet efter att inflyttningen av européer tagit fart. Manistee var då del av Ottawa County, Michigan, med countysätet i Grand Haven 100 miles därifrån.
| First Scandinavian Lutheran Church och Danish Lutheran Church är vittnesbörd om invandringen av nordeuropéer till trakten. |  | First Scandinavian Lutheran Church och Danish Lutheran Church är vittnesbörd om invandringen av nordeuropéer till trakten. |
| First Scandinavian Lutheran Church och Danish Lutheran Church är vittnesbörd om invandringen av nordeuropéer till trakten. |  | |

Efter att ett antal nya countyn etablerats under de kommande åren, blev orten 1855 del av det nybildade Manistee County; denna inkluderade då också dagens countyn Manistee, Wexford och Missaukee.
8 oktober 1871 förvandlades större delen av Manistee till aska genom en stor brand. I regionen eldhärjades samma dag Chicago (Stora Chicagobranden), Peshtigo, Holland och Port Huron. De många samtidiga eldhärdarna i delstaten Michigan benämns ofta som Stora Michiganbranden. Manistee återuppbyggdes, denna gång med hus i tegel, och upphöjdes till stad 1882.

### Träindustriboom och saltindustri
Manistee ligger i en skogrik region i den norra tredjedelen av delstaten Michigans Lower Peninsula ("Nedre halvön"). I slutet av 1800-talet var Manistee föremål för en "boom" inom skogs- och träindustrin. Bland annat förekom en omfattande tillverkning av träskivor för takläggning, och vid ett tag fanns över 30 olika sågverk inriktade på denna tillverkning. Stora mängder weymouthtall flottades nedför floden till hamnen i Manistee och därefter till timmermarknader i Grand Rapids, Milwaukee och Chicago.
Totalt fanns 1885 40 sågverk i området, och innan seklet var över noterades 14 260 invånare i Manistee. Under en tid hade Manistee fler dollarmiljonärer per capita än någon annan ort i USA, och den lilla staden skaffade sig tidigt kommunalägd brandkår, parkförvaltning, vattenverk, avloppsverk och gatubelysning.
Senare har Manistee också kommit att förknippas med saltindustri; saltförekomsterna i marken under staden upptäcktes 1881. Numera finns tre olika fabriker inom denna sektor vid Lake Manistee – Packaging Corporation of America, Morton Salt och Martin Marietta.
På orten har även etablerats en mängd fruktodlingar.

## Demografi
Manistees befolkning ökade i slutet av 1800-talet, från drygt 3 000 personer år 1870 till drygt 14 000 tre årtionden senare. Däremellan upplevde orten en stor invandring, till stora delar beroende på träindustriboomen, men även efter upptäckten av ortens saltfyndigheter.
Under 1900-talet har ortens befolkning sjunkit tillbaka ner mot 6 000 invånare.
| Befolkningsutvecklingen i Manistee 1870–2015 | Befolkningsutvecklingen i Manistee 1870–2015 | Befolkningsutvecklingen i Manistee 1870–2015 | Befolkningsutvecklingen i Manistee 1870–2015 | Befolkningsutvecklingen i Manistee 1870–2015 |
| -------------------------------------------- | -------------------------------------------- | -------------------------------------------- | -------------------------------------------- | -------------------------------------------- |
|                                              |                                              |                                              |                                              |                                              |
| År                                           |                                              |                                              | Folkmängd                                    |                                              |
| 1870                                         | 1870                                         |                                              | 3 343                                        |                                              |
| 1880                                         | 1880                                         |                                              | 6 930                                        |                                              |
| 1890                                         | 1890                                         |                                              | 12 812                                       |                                              |
| 1900                                         | 1900                                         |                                              | 14 260                                       |                                              |
| 1910                                         | 1910                                         |                                              | 12 381                                       |                                              |
| 1920                                         | 1920                                         |                                              | 9 694                                        |                                              |
| 1930                                         | 1930                                         |                                              | 8 078                                        |                                              |
| 1940                                         | 1940                                         |                                              | 8 694                                        |                                              |
| 1950                                         | 1950                                         |                                              | 8 642                                        |                                              |
| 1960                                         | 1960                                         |                                              | 8 324                                        |                                              |
| 1970                                         | 1970                                         |                                              | 7 723                                        |                                              |
| 1980                                         | 1980                                         |                                              | 7 665                                        |                                              |
| 1990                                         | 1990                                         |                                              | 6 734                                        |                                              |
| 2000                                         | 2000                                         |                                              | 6 586                                        |                                              |
| 2010                                         | 2010                                         |                                              | 6 226                                        |                                              |
| 2015                                         | 2015                                         |                                              | 6 084                                        |                                              |
| Anm.: 2015 års uppgift är en uppskattning.   |                                              |                                              |                                              |                                              |

### Kända personer från Manistee
- Fred Green, politiker

## Bildgalleri

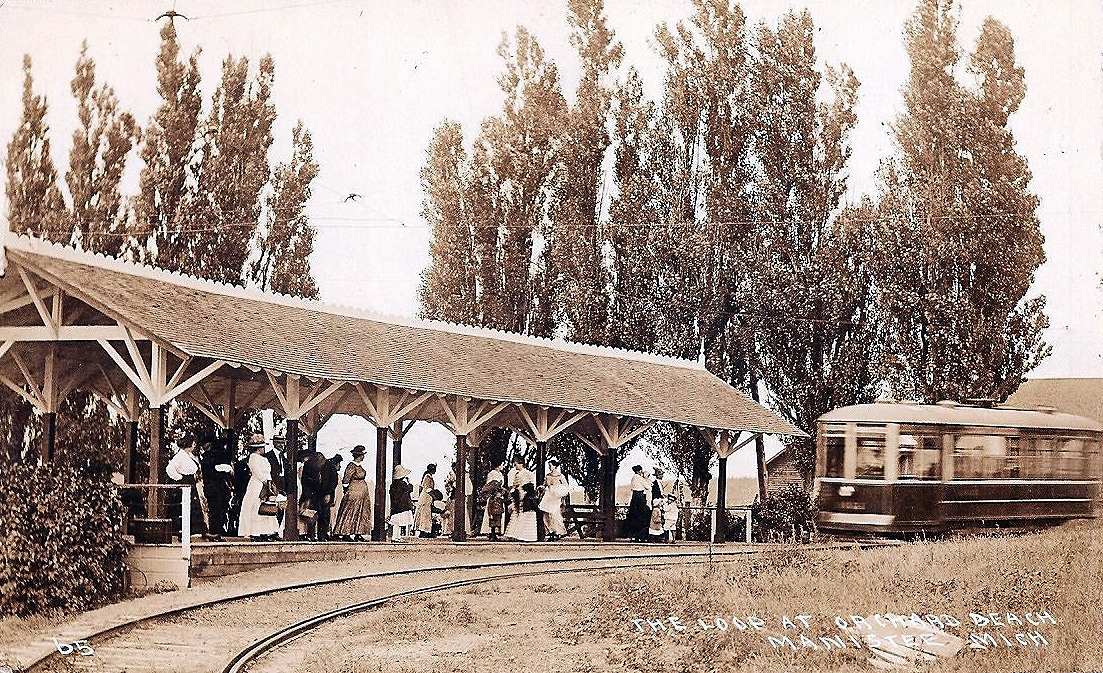
I början av 1900-talet hade Manistee elektrifierad spårväg.
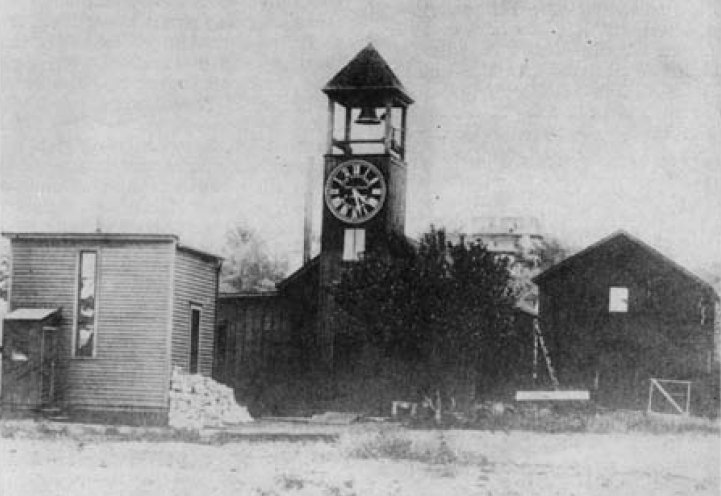
Klocktillverkaren Nels Johnsons fabrik, anno 1912.
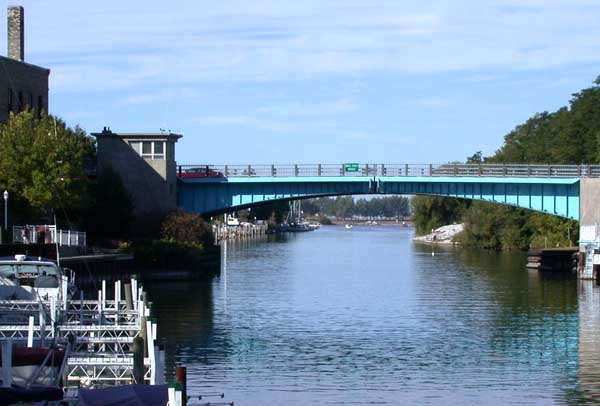
Klaffbro i centrala Manistee.
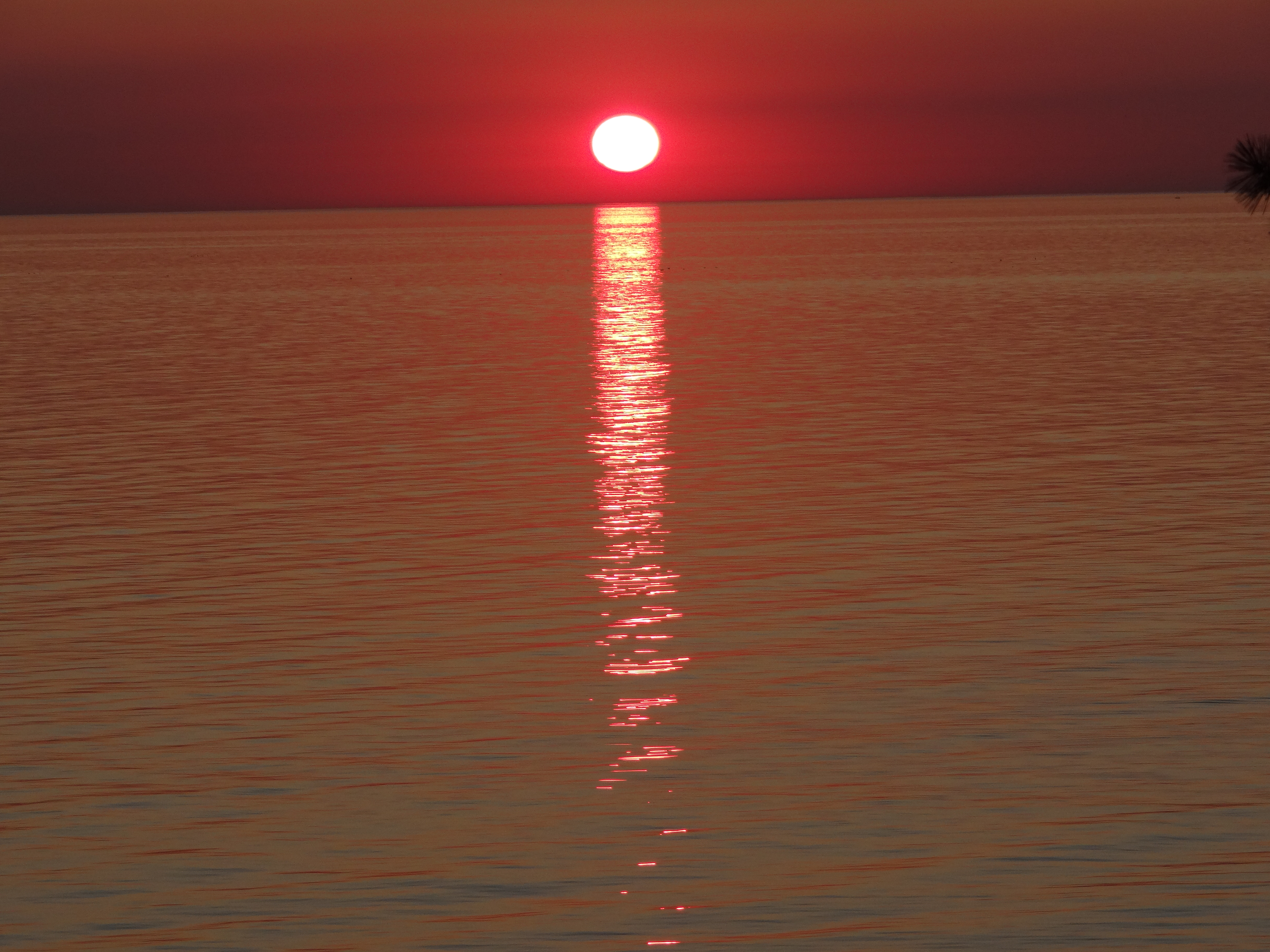
Väster om Manistee ligger Michigansjön.